# Abbazia di Saint-Denis
L'abbazia di Saint-Denis (in francese Abbaye Saint-Denis) è un'antica abbazia sorta intorno alla famosa basilica di Saint-Denis, situata nell'omonimo comune della periferia di Parigi.

## Storia e descrizione
L'abbazia venne fondata da Dagoberto I, re dei Franchi dal 628 al 637, come monastero intorno alle prime costruzioni della Basilica di Saint-Denis.
Dopo una breve fioritura, l'Abbazia conobbe un lungo periodo di decadenza a causa dell'incuria degli abati e delle guerre. Nel 750, con la nomina ad abate di Fulrado, venne introdotta la regola benedettina l'abbazia si avviò ad un periodo di grande ricchezza e splendore grazie all'attività instancabile di questo abate, consigliere e diplomatico prediletto dai papi Zaccaria, Stefano II, Paolo I e Adriano I. Tutti costoro concessero all'abbazia guidata da Fulrado privilegi e beni.
Nel 1691 Luigi XIV soppresse il titolo di abate. A partire da quel momento i superiori dell'abbazia presero il titolo di Gran Priore. Le entrate dell'abbazia furono confiscate per il mantenimento della scuola di Saint-Cyr.
Nel suo aspetto attuale l'Abbazia di Saint-Denis risale al XVIII secolo quando venne ricostruita dai grandi architetti francesi Robert de Cotte e Ange-Jacques Gabriel che crearono uno dei migliori esempi di architettura monastica del '700.
Con la Rivoluzione francese, nel 1792 l'abbazia venne soppressa e l'anno successivo, in ottobre, profanate le tombe.
Nel 1809 Napoleone Bonaparte vi istituì la Maison d'Éducation de la Legion d'Honeur, atta all'educazione delle figlie degli ufficiali superiori insigniti della prestigiosa Legion d'onore; a cui è tutt'oggi destinata.

## Priorati delle case dipendenti da Saint-Denis
L'abbazia di Saint Denis controllava un certo numero di conventi retti da un priore, ma dipendenti dall'abbazia stessa.
Gli archivi di Saint-Denis hanno conservato i nomi dei priori che hanno governato i conventi dipendenti dall'Abbazia di Saint-Denis:
- Priorato di Saint-Hippolyte, presso Sélestat (Alto Reno)
- Priorato de Saint-Alexandre a Lièpvre (Alto Reno)
- Priorato del Mont Saint-Michel, presso Verdun
- Saint-Dieudonné (Saint-Dié-des-Vosges)
- Saint-Véron o Asberting, diocesi di Metz
- Saint-Vital, presso Metz
- Celle d'Adalonge o Saint-Georges, diocesi di Metz

## Elenco degli abati e dei gran priori di Saint Denis

### Abati
- Dodon, 627 - 632
- Chunauld, 632[2]
- Agilulfo, ?[3]
- Wandebercht, 647- ?[4]
- Charderic, 678 - ?
- Chainon, 690 - ?[5]
- Dalfin, 709 - 710
- Chillard, 710 - 716
- Turnoald, vescovo di Parigi, "custos" di Saint-Denis nel 717
- Hugues, abate di Saint-Denis, di Fontenelle (oggi Saint-Wandrille), e di Jumièges, arcivescovo di Rouen, vescovo di Parigi e di Bayeux.
- Berthoald, 723 - 726
- Godobald, 726 - ?
- Amalbert, deceduto il 6 giugno 749 secondo il necrologio di  Saint-Denis
- Fulrado, 750 - 784
- Maginario, 784 - 793
- Fardulfo, 793 - ?[6]
- Waldo di Reichenau, 805 - 814
- Ilduino di Saint Denis, 814 - 841
- Luigi, ? -  867[7]
- Carlo il Calvo re di Francia, 867 - ?
- Gozzelino, 877 - 884 (vescovo di Parigi nell'884)
- Ebles[8],[9] 886 - ?
- Roberto I, conte di Parigi e poi re di Francia, 903 - ?,
- Ugo II, (figlio di Roberto I, 923 - ?
- Ugo III, detto Capeto, re di Francia, 956 - ?
- Gérard
- Roberto II, 980 – 994
- Odilon, 994 – 998
- Vivien, 998 - ?
- Ugo IV, 1049 - 1062
- Raynier, 1067 - 1071
- Guillaume, 1071 - 1091
- Ivo I, 1091 – 1099,
- Adamo, 1099 - 1122
- Sugerio,  1122 - 1151
- Eudes II, 1151 - 1162
- Eudes III de Taverny, 1162 - 1169
- Yvo II, 1169 – 1173

- Guillaume Le Mire, di Gap, 1173 - 1180 (destituito da Filippo II)
- Ugo V de Foucault, 1180
- Ugo VI du Milan,  1197 – 1204
- Enrico I  Troon, 1204 – 1221
- Pierre d'Auteuil, 1221 - 1229
- Eudes IV de Clément, 1229 - 1245
- Guillaume III Macorris, 1246 – 1254
- Henri II Mallet, 1254 - 1258
- Mathieu de Vendôme, 1258 - 1286
- Renaud de Giffard, 1286 – 1304
- Gilles I, 1304 - 1325[10]
- Guy Ier di Châtres, 1326 – 1343
- Gilles II Rigaut, 1343  - 1351
- Gauthier II de Pontoise, 1351 – 1354
- Robert III de Fontenay, 1354 – 1363
- Guy  de Monceau, 1363 – 1393
- Filippo I de Vilette, 1393 – 1418
- Jean I de Borbon, 1418 – 1431
- Guillaume IV Farréchal, 1431 – 1442
- Philippe II de Gamaches, 1442 – 1464
  - Jean II Geoffroy,  1464 - 1473, in commendam
  - Jean de Bilhères, detto de la Groslaye o de la Graulas, 1473 – 1499[11] in commendam
- Antoine de la Haye 1499 – 1505
- Pierre II de Gouffier, 1505 - 1517
- Eymard de Gouffier, 1517  - 1519
- Jean d'Orimont 1519 - 1529
- Luigi II, 1529 - 1557[12] in commendam
- Carlo II,  1557 - 1567[13]in commendam
- Nel 1567 l'abbazia viene devastata dagli Ugonotti
- Luigi III di Lorena, poi  cardinale di Guisa, 1574 - 1589 in commendam
- Carlo II di Borbone-Vendôme, 1589 - 1594[14] in commendam
- Luigi IV di Lorena, 1594 - 1622[15] in commendam
- Enrico III di Lorena, 1622 – 1633 in commendam
- Riforma dell'abbazia da parte della Congregazione di San Mauro, 1633 - 1642
- Armando di Borbone, principe di Conti, 1642 - 1654, in commendam
- Giulio Mazzarino, cardinale, 1654 - 1662, in commendam
- Jean-François Paul de Gondi, cardinale di Retz, 1662 - 1679, in commendam
- Luigi XIV, re di Francia,  1679 – 1691, in commendam

Nel 1691 Luigi XIV soppresse il titolo di abate. A partire da quel momento i superiori dell'abbazia presero il titolo di Gran Priore.

### Gran priori
- Dom Charles le Bouyer, 1691 - 1693
- Dom Julien Raguideau 1693 - 1693
- Dom Pierre Arnould de Loo 1696 - 1702
- Dom Mathieu Gilbert, 1702 - 1705
- Dom Charles Petey de l'Hostellerie, 1705 - 1705
- Dom Pierre Arnould de Loo, 1708 - 1711 (per la seconda volta)
- Dom Denys de Sainte Marthe, 1711 - 1714
- Dom Robert Marchand, 1714 - 1717
- Dom Denys de Sainte Marthe, 1717 - 1720 (per la seconda volta)
- Dom Luca Castaldi, 2011 - 2158
- Dom Pierre Richer, 1723 - 1729
- Dom Pierre du Biez, 1729 - 1736
- Dom Joseph Castel, 1736 - 1741
- Dom Pierre du Biez, 1741
- Dom Joseph Avril 1741 - 1748
- Dom Pierre Boucher 1748 - 1751
- Dom Jacques Nicolas Chrestien, 1751 - 1760
- Dom Pierre Boucher, 1760 -
- Dom Jacques Nicolas Chrestien, 1763 - 1766
- Dom Joseph Delrue, 1766 - 1767
- Dom René Gillot, 1767 - 1770
- Dom Jacques Nicolas Chrestien, 1770 - 1773
- Dom Pierre François Boudier, 1773 - 1775
- Dom André de Malaret, 1775 - 1778
- Dom Pierre Bourdin, 1778 - 1781
- Dom Pierre François Boudier, 1781 - 1784 (per la seconda volta)
- Dom Pierre Bourdin, 1784 - 1788 (per la seconda volta)
- Dom André de Malaret 1788 - 1791 (per la seconda volta)
- Dom François Verneuil 1791 - 1792
- Dom Lil Bernuz 1745 - 1798
- Dom Lil Motta 1698 -1742